# 波特莱瓦朗斯
波特莱瓦朗斯（法語：Portes-lès-Valence，法語發音：[pɔʁt lɛ valɑ̃s]，意为“瓦朗斯附近的波特”）是法国德龙省的一个市镇，位于该省西部偏北，属于瓦朗斯区，也是瓦朗斯-罗芒城市公共社区的一部分。

## 地理
波特莱瓦朗斯（44°52'24"N, 4°52'35"E）面积14.43 平方千米，位于法国奥弗涅-罗讷-阿尔卑斯大区德龙省，该省份为法国东南部内陆省份，北起顺时针与伊泽尔省、上阿尔卑斯省、上普罗旺斯阿尔卑斯省、沃克吕兹省和阿尔代什省接壤。
与波特莱瓦朗斯接壤的市镇（或旧市镇、城区）包括：苏瓦永、博瓦隆、罗讷河畔埃图瓦勒、蒙泰莱热、瓦朗斯。

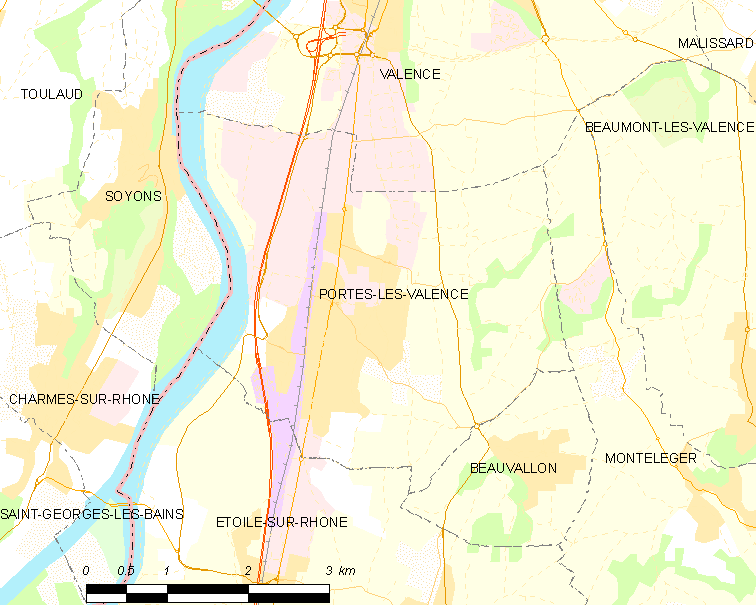
波特莱瓦朗斯的OSM定位图

波特莱瓦朗斯的时区为UTC+01:00、UTC+02:00（夏令时）。

## 行政
波特莱瓦朗斯的邮政编码为26800，INSEE市镇编码为26252。

## 政治
波特莱瓦朗斯所属的省级选区为瓦朗斯第三县。

## 人口

1962-2008年间波特莱瓦朗斯人口变化图示

波特莱瓦朗斯于2022年1月1日时的人口数量为10369人。